# Руво дел Монте
Ру̀во дел Мо̀нте (на италиански: Ruvo del Monte, на местен диалект Rùvë, Рувъ) е село и община в Южна Италия, провинция Потенца, регион Базиликата. Разположено е на 674 m надморска височина. Населението на общината е 1113 души (към 2010 г.).